# Bonez Tour 2005: Live at Budokan
Bonez Tour 2005: Live at Budokan är ett videoalbum av den kanadensiska sångerskan Avril Lavigne. Det släpptes exklusivt i Japan den 7 december 2005 genom BMG Japan. Videon består av en filmad konsert från Lavignes andra världsturné, Bonez Tour, som hölls vid Nippon Budokan i Tokyo den 10 mars 2005.

## Låtlista
1. "He Wasn't"
2. "My Happy Ending"
3. "Take Me Away"
4. "Freak Out"
5. "Unwanted"
6. "Anything but Ordinary"
7. "Who Knows"
8. "I'm with You"
9. "Losing Grip"
10. "Together"
11. "Forgotten"
12. "Tomorrow"
13. "Nobody's Home"
14. "Fall to Pieces"
15. "Don't Tell Me"
16. "Sk8er Boi"
17. "Complicated"
18. "Slipped Away"
19. "Behind the Scenes" (1:57)